# کوه دیکی
کوه دیکی (به انگلیسی: Mount Dickey) یک کوه در ایالات متحده آمریکا است که در آلاسکا واقع شده‌است.